# さよなら傷だらけの日々よ
「さよなら傷だらけの日々よ」（さよならきずだらけのひびよ）は、日本の音楽ユニット・B'zの楽曲。2011年4月13日にVERMILLION RECORDSより48作目のシングルとして発売された。

## 概要
前作『MY LONELY TOWN』から1年半ぶりのリリースである。
初回限定盤と通常盤の2種リリースで、初回限定盤は前作に引き続きPVを収録したDVDが付属、また41stシングル『ゆるぎないものひとつ』以来5年ぶりにプラスチックケースで発売された。ジャケットにB'zが被写体となるのが45thシングル『BURN -フメツノフェイス-』以来3年ぶりとなったほか、43rdシングル『永遠の翼』以来4年ぶりに2曲収録となった。
ペプシコーラ「ペプシネックス」のタイアップで、B'zが23年目で初めてタイアップ先のCMに出演した。
CDジャケットは夕暮れの風景にメンバー2人が浮かび上がったものとなっている。
当初は2011年3月30日の発売を予定していたが、3月11日に発生した東日本大震災の影響により商品生産および配送が困難と判断され、4月13日に発売が延期になった。ちなみに、発売延期は1995年の『LOVE PHANTOM』、2000年の『今夜月の見える丘に』に次いで3作品目。そのためか、CDジャケットには発売日が変更前のまま記されている。
2011年4月25日付のオリコン週間シングルランキングで5thシングル『太陽のKomachi Angel』から44作連続初登場1位を獲得し、自身が持つ「通算首位獲得作品数」「連続首位獲得作品数」「総売上枚数記録」の歴代1位記録を更新、翌5月2日付の同チャートで自身が持つ歴代1位記録の「シングル総売り上げ枚数」が約3500万枚を突破した。
2011年4月1日放送の『ミュージックステーション3時間SP』に2007年の『ミュージックステーションスーパーライブ』以来実に3年4ヶ月ぶりに出演し、「Brotherhood」とともに披露された。

## 収録曲
| 全作詞: 稲葉浩志、全作曲: 松本孝弘、全編曲: 松本孝弘・稲葉浩志・寺地秀行。 |                              |          |            |      |
| #                                                                          | タイトル                     | 作詞     | 作曲・編曲 | 時間 |
| 1.                                                                         | 「さよなら傷だらけの日々よ」 | 稲葉浩志 | 松本孝弘   | 3:43 |
| 2.                                                                         | 「Dawn Runner」              | 稲葉浩志 | 松本孝弘   | 3:05 |
| 合計時間:                                                                  | 合計時間:                    | 6:48     |            |      |

| #  | タイトル                                  | 作詞 | 作曲・編曲 |
| -- | ----------------------------------------- | ---- | ---------- |
| 1. | 「さよなら傷だらけの日々よ」(MUSIC VIDEO) |      |            |

## 楽曲解説

### CD
1. さよなら傷だらけの日々よ
  - タイアップとなった、2人も出演しているペプシコーラの製品「ペプシネックス」のCMのために書き下ろされた楽曲で[1]、歌詞はCMのキャッチコピー『GO NEXT! 先行くおいしさ』をテーマに作られた。
  - メンバーは「タイアップの題材は清涼飲料水なんだけど、僕らが『普通の爽やかさ』を追求してもどうだろう？」ということで、こだわって制作された。
  - 稲葉は「『Go Next＝次の世界へ』というキーワードがうまくリンクして作ることができたと思っています」と語っており、また松本は「スピード感と爽やかさを意識して曲を作った」と語っている。ちなみにメンバーは曲作りの際、ペプシネックスを飲んだが[1]、「感想の言葉は出ても、すぐにアイディアまでは出てくるわけなく（苦笑）」とのこと[7]。
  - PVはロサンゼルスにて撮影され、この時にCMの収録も同時に行われた[8]。
2. Dawn Runner
  - 16thアルバム『ACTION』のアウトテイクであり、2nd beatとして合っていると感じたため、録り直して本作への収録に至った。
  - 元々は「The Runner」という曲名であったが、現在のタイトルに変更になった。稲葉によると「（タイトルは）変えようとずっと思っていた」と語っている。松本はCDのジャケットチェックのときまでタイトルが変更されたことを知らなかったという。
  - 歌詞に「3時頃起き出して」とあるが、稲葉はこれについて「普段は3時頃に起きないし走りもしないが、1回時差ボケで3時頃に起きてランニングをして、いつもの人が多い道を自由に走ったという体験が歌詞に影響しているかもしれない」と語っている。稲葉曰く「マラソンをしながら聴く時に合う」とのこと。
  - アルバム未収録かつライブ未演奏曲となっている。
  - なお、この曲にはストリングスが使用されているが、『ACTION』のアウトテイクであるため「TAMA MUSIC strings」名義でクレジットされている[注釈 3]。

### DVD （初回限定盤のみ）
- 「さよなら傷だらけの日々よ」 MUSIC VIDEO

## タイアップ
- ペプシコーラ「ペプシネックス」エフェクト編・荒野篇 CMソング（#1）

## 参加ミュージシャン
- 松本孝弘：ギター、全曲作曲・編曲
- 稲葉浩志：ボーカル、全曲作詞・編曲
- 寺地秀行：全曲編曲
- シェーン・ガラース：ドラム
- バリー・スパークス：ベース
- TAMA MUSIC Strings：ストリングス（#2）

## 収録アルバム
さよなら傷だらけの日々よ
- C'mon
- B'z The Best XXV 1999-2012

## ライブ映像作品
さよなら傷だらけの日々よ
- GO FOR IT, BABY -キオクの山脈-（特典DVD）
- B'z LIVE-GYM 2011 -C'mon-
- B'z COMPLETE SINGLE BOX（特典DVD）
- DINOSAUR(特典DVD・Blu-ray Disc)
- B'z SHOWCASE 2020 -5 ERAS 8820- Day1〜5